# Nani Soares
Nanissio Justino Mendes Soares (Barreiro, 17 de setembro de 1991) é um futebolista profissional guineense que atua como defesa central/médio.

## Carreira
Nani Soares representou o elenco da Seleção Guineense de Futebol na Campeonato Africano das Nações de 2017.